# WordPress
WordPress is opensourcesoftware om websites te realiseren, die onder de voorwaarden van de GNU General Public License (GPL) wordt gepubliceerd. WordPress is ontwikkeld door Matthew Mullenweg en Mike Little, maar het wordt door een grotere groep ontwikkelaars ondersteund. WordPress is het meest gebruikte contentmanagementsysteem. Van oorsprong was WordPress beperkt tot een systeem om weblogs mee te maken.
WordPress maakt gebruik van de programmeertaal PHP. Alle content wordt opgeslagen in een MySQL-database. Per WordPress-installatie is één site te beheren. Voor een meervoudige installatie is WordPress Multisite beschikbaar. WordPress is een contentmanagementsysteem (CMS) waardoor de gebruiker op een relatief eenvoudige wijze de inhoud (content) kan wijzigen en/of aanvullen zonder dat daar technische kennis voor vereist is.

## Functies
Door middel van thema's (themes) of zelfgemaakte template files is de opmaak van pagina's aan te passen, zodat er geen gebruik hoeft te worden gemaakt van de standaardvormgeving die WordPress levert. Ook zijn er talloze plug-ins beschikbaar die allerlei functies aan het weblog toevoegen. Een aantal daarvan zijn bijvoorbeeld spamfilters (bijvoorbeeld Akismet), kleinschermdetectie voor mobiele apparaten of page builders om de website vorm te geven zonder het gebruik van code of shortcodes. Dit vereist vaak beperkte technische kennis, waardoor WordPress vrij eenvoudig te gebruiken is.
WordPress-gebruikers wordt verzocht onderaan pagina's te linken naar de website van WordPress.

### Thema's
WordPress heeft de mogelijkheid om meerdere thema's (themes) te installeren en tussen deze te wisselen. Thema's zorgen ervoor dat het uiterlijk en de functionaliteit van WordPress wordt veranderd. Thema's kunnen worden geïnstalleerd via het "Dashboard" of door het te uploaden via FTP. Thema's vallen binnen twee categorieën: gratis en premium. Premiumthema's kunnen gebruikers aanschaffen op marktplaatsen en de websites van bedrijven en individuele ontwikkelaars. Veel van deze premiumthema's hebben ook een gratis versie.

### Plug-ins
Een van WordPress' populairste mogelijkheden is de rijke aanwezigheid van plug-ins. Deze stellen de gebruikers en ontwikkelaars in staat om nieuwe mogelijkheden toe te voegen aan WordPress. Er zijn anno 2022 meer dan 59.000 plug-ins in de WordPress.org-database.

### Widgets
Widgets zijn kleine functionaliteiten die gebruikers op hun website-sidebar en -footer kunnen zetten door middel van een drag-and-drop-systeem. Widgets kunnen een slideshow, een zoekbalk, een blogarchief of inschrijfformulier voor een nieuwsbrief etc. bevatten.

## WordPress.com
Naast het zelf draaien van WordPress op een server, host WordPress hun systeem ook zelf, op het domein WordPress.com. De gratis versie van WordPress.com is echter beperkt: het is bijvoorbeeld niet mogelijk om zelfgemaakte thema's of plug-ins te gebruiken. Op een eigen server is dit wel mogelijk. Een blog op het domein WordPress.com kan gebruikmaken van diverse gratis templates en premium (betaalde) templates. Ook kan tegen betaling het lettertype, de kleuren en het stijlblad (CSS) aangepast worden.

## Versies
De meeste majorversies van WordPress zijn vernoemd naar bekende jazzmuzikanten. Deze benaming begon na versie 1.0.
| Legenda        | Legenda                   | Legenda                  | Legenda         |
| -------------- | ------------------------- | ------------------------ | --------------- |
| Huidige versie | Oude versie, geen support | Oude versie, wel support | In ontwikkeling |

| Versie | Naam       | Datum             | Notitie |
| ------ | ---------- | ----------------- | --- |
| 0.70   | n.v.t.     | 27 mei 2003       | Fork van b2/cafelog, eerste versie, doorgeteld van versie 0.6. |
| 1.0    | Davis      | 3 januari 2004    | Verbeterde zoekmachine, meerdere categorieën per bericht, verbeterde installatie, XFN-ondersteuning. |
| 1.2    | Mingus     | 22 mei 2004       | Toevoeging van ondersteuning plug-ins. |
| 1.5    | Strayhorn  | 17 februari 2005  | Verschillende nieuwe opties, zoals een templatesysteem. |
| 2.0    | Duke       | 31 december 2005  | Verbeterde editor, nieuwe administratietools, afbeeldingen uploaden, verbeterd importsysteem, verbeterd plug-insysteem. |
| 2.1    | Ella       | 22 januari 2007   | Verbeterde beveiliging, vernieuwde interface, verbeterde editor (spellingcontrole en auto-opslag) en verbeterd CMS. |
| 2.2    | Getz       | 16 mei 2007       | Toevoeging van ondersteuning voor widgets in templates, verbeterde Atom-feedondersteuning en snelheidoptimalisatie. |
| 2.3    | Dexter     | 24 september 2007 | Tagondersteuning, makkelijk updaten en notificaties, volledige ondersteuning voor Atom 1.0. Veel beveiligingsfixes. |
| 2.5    | Brecker    | 29 maart 2008     | Volledig herontwerp van de interface en diverse andere aanpassingen. |
| 2.6    | Tyner      | 15 juli 2008      | Press this, postrevisies, themapreviews. |
| 2.7    | Coltrane   | 11 december 2008  | Herontworpen interface, automatisch updates, installatie van plug-ins verbeterd. |
| 2.8    | Baker      | 10 juni 2009      | Verbeterde snelheid, automatische installatie van thema's via het adminpaneel, CodePresseditor, vernieuwde widgetinterface. |
| 2.9    | Carmen     | 19 december 2009  | Built-in-afbeeldingeneditor, patch voor plug-insysteem en vele bugfixes. |
| 3.0    | Thelonious | 17 juni 2010      | Thema Twenty Ten, vernieuwd multisitebeheer en andere verbeteringen. |
| 3.1    | Reinhardt  | 23 februari 2011  | Introductie van de Admin Bar. Verbeterde interface etc. |
| 3.2    | Gershwin   | 4 juli 2011       | Snelheidsverbeteringen, lichter systeem. Slechts 4 maanden na 3.1, wat duidt op de versnelde ontwikkeling van WordPress. |
| 3.3    | Sonny      | 12 december 2011  | Verbeterde interface. WordPress moet nu makkelijk in gebruik zijn voor beginners en tabletcomputers. |
| 3.4    | Green      | 13 juni 2012      | Verbeterde template-aanpassingen, Twitterintegratie en diverse kleine aanpassingen. |
| 3.5    | Elvin      | 11 december 2012  | Nieuw mediabeheer, thema Twenty Twelve, retina-ondersteuning, verbeterde interface. |
| 3.6    | Oscar      | 1 augustus 2013   | Thema Twenty Thirteen, vernieuwd revisiebeheer, verbeterde auto-opslag, ingebouwde HTML5-mediaspeler, nieuw menubeheer. |
| 3.7    | Basie      | 24 oktober 2013   | Automatisch updaten, verbeterde wachtwoord sterkte meter, vele verbeteringen in de core. |
| 3.8    | Parker     | 12 december 2013  | Nieuwe interface, thema Twenty Fourteen, verbeterde ondersteuning voor kleine schermen, diverse grote wijzigingen. |
| 3.9    | Smith      | 15 april 2014     | Vernieuwde editor, live preview van galerijen, afspeellijsten voor muziek en video, nieuwe thema-browser, live widgetpreviews. |
| 4.0    | Benny      | 4 september 2014  | Verbeteringen aan de editor en het invoegen van media van externe bronnen, een nieuw media beheer en een nieuw plug-in beheer. |
| 4.1    | Dinah      | 18 december 2014  | Thema Twenty Fifteen is het nieuwe standaardthema, nieuwe schrijfmodus en andere kleine aanpassingen. |
| 4.2    | Powell     | 23 april 2015     | Eenvoudiger inhoud delen, betere tekensetondersteuning en verbeterde plug-inupdates. |
| 4.3    | Billie     | 18 augustus 2015  | Verbeterd wachtwoordbeheer, opmaak van favicon |
| 4.4    | Clifford   | 8 december 2015   | Thema Twenty Sixteen, verbeterde responsive media en embeds. |
| 4.5    | Coleman    | 12 april 2016     | Diverse verbeteringen |
| 4.6    | Pepper     | 17 augustus 2016  | Updates van plug-ins en thema's, gebruik van apparaatlettertypes, editoraanpassingen en verbeteringen in de core. |
| 4.7    | Sassy      | 7 december 2016   | Nieuw standaardthema (Twenty Seventeen), snelkoppeling om dingen te wijzigen, videoheaders, aangepaste CSS, aangepaste menu's e.a. |
| 4.8    | Evans      | 8 juni 2017       | Nieuwe editor. Inline-TinyMCE-element, afbakeningen van links, nieuwe media-widgets, wysiwyg in tekstwidget. Beëindiging ondersteuning voor Internet Explorer-versies 8, 9 en 10. |
| 4.9    | Tipton     | 16 november 2017  | Verbeterde ervaring met het aanpassen van thema's, inclusief planning, frontend-previewlinks, automatisch opslaan revisies, bladeren door thema's, verbeterde menufuncties en syntaxis-highlighting. Nieuwe galerijwidget en bijgewerkte tekst- en videowidgets toegevoegd. Thema-editor geeft waarschuwingen en rollbacks bij het opslaan van bestanden die fatale fouten veroorzaken. |
| 5.0    | Valdés     | 6 december 2018   | Nieuwe block-gebaseerde editor Gutenberg met nieuw standaardthema "Twenty Nineteen". |
| 5.1    | Carter     | 21 februari 2019  | Kennisgevingen voor upgrade van PHP-versie en verbeteringen van blokeditor. |
| 5.2    | Pastorius  | 7 mei 2019        | Inclusief Site Health Check, PHP-foutbeveiliging, de geheel nieuwe block-directory en ondertekening van update pakketten. |
| 5.3    | Kirk       | 12 november 2019  | Verbetering van huidige gebruikersinterfaces. |
| 5.4    | Adderley   | 31 maart 2020     | Verandering gebruikersinterfaces. |
| 5.5    | Eckstine   | 11 augustus 2020  | Verbetering in snelheid, zoeken en beveiliging. |
| 5.6    | Simone     | 8 december 2020   | Verbeteringen, technische veranderingen, prestatieverbeteringen |
| 5.7    | Esperanza  | 10 maart 2021     | Verbeteringen, prestatieverbeteringen en update van de jQuery |
| 5.8    | Art Tatum  | 20 juli 2021      | Verbeteringen, uitbreidingen block-editor |
| 5.9    | Joséphine  | 28 januari 2022   | Nieuw standaardthema 'Twenty Twenty-Two', blokken voor de sitenavigatie, nieuwe gereedschap voor typografie en flexibele lay-outs, meer controle over details zoals spacing en randen. Nieuwe patroonverkenner om patronen te vergelijken, vernieuwde lijstweergave waarbij ook inhoud kan versleept worden, verbeterde galerijblok en blok-level-vergrendeling. |
| 6.0    | Arturo     | 24 mei 2022       | Verbeterde schrijfervaring, blokthema's hebben nu de optie om meerdere stijlvariaties te bevatten, meer template-opties, geïntegreerde patronen verschijnen nu nog vaker wanneer de gebruiker ze nodig heeft, betere lijstweergave, verschillende updates om de performance van WordPress te verbeteren, 50 updates om de toegankelijkheid te verbeteren. |
| 6.1    | Misha      | 1 November 2022   | Een betere ervaring voor makers met verfijnde en aanvullende templates, Meer consistentie en controle over alle ontwerpgereedschappen, menu's zijn nu eenvoudiger te maken en te beheren, verbeterde lay-out en visualisatie van documentinstellingen, starterpatronen toevoegen aan elk berichttype, de CSS-regels voor marge, padding, typografie, kleuren en randen binnen de stijlen-engine staan nu allemaal op één plek, meer dan 40 verbeteringen in de toegankelijkheid, nieuwe time-to-read-functie, meer dan 25 tickets opgelost om de performance van WordPress te verbeteren. |
| 6.2    | Dolphy     | 29 maart 2023     | Geüpdatete interface voor de Site Editor, nieuwe zijbalkervaring om het navigatiemenu makkelijker te bewerken, zijbalk van de blokinstellingen is anders georganiseerd, nieuwe verzameling header- en footer-patronen, afleidingsvrije modus, Site Editor is uit bèta, kopieer- en plak-stijlen van blokken, mogelijkheid om blokken vast te zetten aan de bovenkant. |
| 6.3    | Lionel     | 8 augustus 2023   | Volledig contentbeheer via de Site Editor, voorbeeld van blokthema, nieuwe sectie 'Mijn Patronen' voor opgeslagen blokindelingen, beheer van sjablonen en editorvoorkeuren via Commando Palet, verbeterde ontwerptools en workflow, nieuwe blokken voor voetnoten en details, prestatie- en toegankelijkheidsverbeteringen. Instellingen voor afbeeldingsverhouding, afleidingsvrij bewerken voor Site Editor, bijgewerkte topbalk. |
| 6.4    | Shirley    | 7 november 2023   | WordPress 6.4 introduceert het nieuwe thema 'Twenty Twenty-Four' en verbeterde schrijftools, waaronder nieuwe sneltoetsen en linkinstellingen. De Command Palette-functie is uitgebreid met extra ontwerp- en commandomogelijkheden. Design tools zijn verrijkt met opties voor achtergrondafbeeldingen en aanpasbare knoppen in navigatieblokken. Beeldfuncties omvatten lichtbox-opties en verbeterde lijstweergave. Ook zijn er prestatie- en toegankelijkheidsupdates. |

## Systeemvereisten
Hieronder de tabel met de minimumvereisten per versie van WordPress. Voor PHP en MySQL geldt dat alle versies hoger dan de aangegeven versie ook werken.
| WordPress-versie                           | PHP-versie | MySQL-versie |
| ------------------------------------------ | ---------- | ------------ |
| WordPress 1.0.x                            | 4.0.6      | 3.23.23      |
| WordPress 1.2.0 tot 2.0.x                  | 4.1.0      | 3.23.23      |
| WordPress 2.1.x                            | 4.1.0      | 4.0          |
| WordPress 2.2.0 tot 2.3.x                  | 4.2.0      | 4.0          |
| WordPress 2.5.0 tot 2.8.x                  | 4.3.0      | 4.0          |
| WordPress 2.9.0 tot 3.1.x                  | 4.3.0      | 4.1.2        |
| WordPress 3.2.0 tot 5.1.x                  | 5.2.4      | 5.0          |
| WordPress 5.2.0 tot 6.0.x                  | 5.6.20     | 5.0          |
| WordPress 6.1.0 t/m huidige versie (6.4.x) | 7.4        | 5.7          |